# Raions de la RSS d'Arménie
Les raions de la RSS d'Arménie sont les divisions administratives de la République socialiste soviétique d'Arménie à l'époque soviétique, créés pour la plupart dans les années 1930. Centrés sur la localité dont ils portaient en général le nom, ces raions ont été remplacés par la Constitution arménienne adoptée le 5 juillet 1995 par les actuels marzer.

## Liste
En 1991, ces raions sont les suivants :

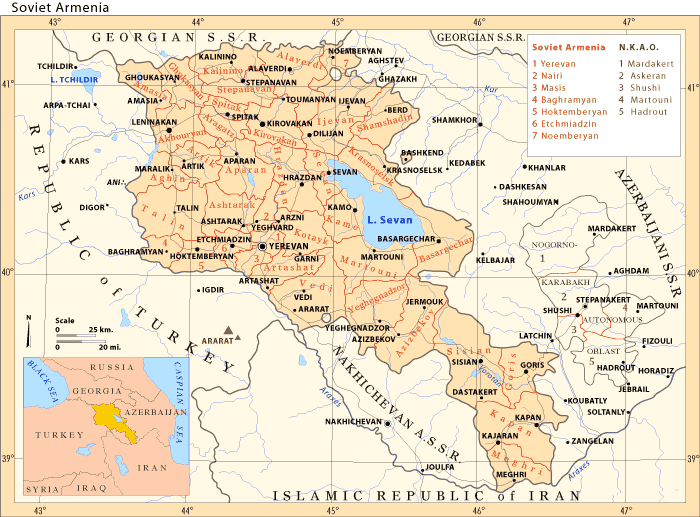
Carte de l'Arménie soviétique.

| Raion        | Création | Superficie (km²) | Centre       | Marz actuel |
| ------------ | -------- | ---------------- | ------------ | ----------- |
| Achtarak     | 1930     | 932,0            | Achtarak     | Aragatsotn  |
| Aghin        | 1937     | 429,1            | Maralik      | Shirak      |
| Akhuryan     | 1937     | 576,3            | Leninakan    | Shirak      |
| Alaverdi     | 1930     | 1 121,3          | Alaverdi     | Lorri       |
| Amasia       | 1930     | 594,1            | Amasia       | Shirak      |
| Aparan       | 1930     | 816,3            | Aparan       | Aragatsotn  |
| Aragats      | 1972     | 382,4            | Tsaghkahovit | Aragatsotn  |
| Artachat     | 1930     | 561,7            | Artachat     | Ararat      |
| Artik        | 1930     | 634,2            | Artik        | Shirak      |
| Azizbekov    | 1931     | 1 173,8          | Azizbekov    | Vayots Dzor |
| Baghramyan   | 1983     | 453,1            | Baghramyan   | Armavir     |
| Basargechar  | 1930     | 1 134,1          | Basargechar  | Gegharkunik |
| Eghegnazor   | 1950     | 1 134,1          | Eghegnazor   | Vayots Dzor |
| Erevan       | ?        | 230,0            | Erevan       | /           |
| Etchmiadzin  | 1930     | 425,0            | Etchmiadzin  | Armavir     |
| Ghapan       | 1930     | 1 371,1          | Kapan        | Syunik      |
| Ghukasyan    | 1937     | 560,7            | Ghukasyan    | Shirak      |
| Goris        | 1930     | 752,0            | Goris        | Syunik      |
| Hoktemberyan | 1930     | 701,2            | Hoktemberyan | Armavir     |
| Hrazdan      | 1930     | 945,8            | Hrazdan      | Kotayk      |
| Idjevan      | 1930     | 1 298,9          | Idjevan      | Tavush      |
| Kalinino     | 1937     | 689,6            | Kalinino     | Lorri       |
| Kamo         | 1930     | 634,1            | Kamo         | Gegharkunik |
| Kirovakan    | 1964     | 780,9            | Kirovakan    | Lorri       |
| Kotayk       | 1930     | 850,2            | Garni        | Kotayk      |
| Krasnoselsk  | 1937     | 696,6            | Krasnoselsk  | Gegharkunik |
| Martouni     | 1930     | 1 168,3          | Martouni     | Gegharkunik |
| Masis        | 1971     | ?                | Masis        | Ararat      |
| Meghri       | 1930     | 663,6            | Meghri       | Syunik      |
| Nairi        | 1972     | 343,6            | Eghvard      | Kotayk      |
| Noyemberyan  | 1937     | 537,6            | Noyemberyan  | Tavush      |
| Sevan        | 1937     | 384,9            | Sevan        | Gegharkunik |
| Shamshadin   | 1937     | 824,4            | Berd         | Tavush      |
| Sisian       | 1930     | 1 718,8          | Sisian       | Syunik      |
| Spitak       | 1937     | 596,2            | Spitak       | Lorri       |
| Stepanavan   | 1930     | 636,5            | Stepanavan   | Lorri       |
| Talin        | 1930     | 1 287,6          | Talin        | Aragatsotn  |
| Vedi         | 1930     | 1 999,2          | Vedi         | Ararat      |